# ザクセン＝ヒルトブルクハウゼン

ザクセン＝ヒルトブルクハウゼン
公国
Herzogtum Sachsen-Hildburghausen

ザクセン＝ヒルトブルクハウゼン（ドイツ語: Sachsen-Hildburghausen）は、1680年から1826年まで存在した、ヴェッティン家エルネスティン系が統治した公国。領土は現ドイツのテューリンゲン州の一部（現ヒルトブルクハウゼン郡とほぼ同じ）にあたる。

## 歴史

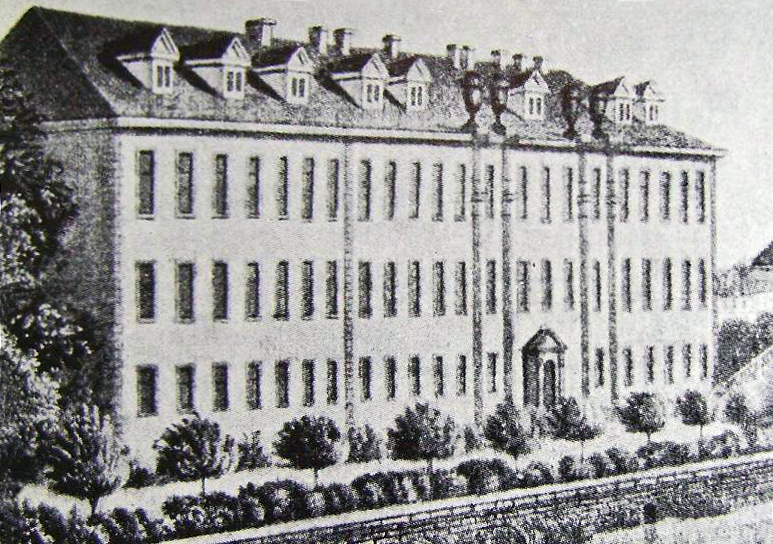
ヒルトブルクハウゼン城

1675年3月26日にザクセン＝ゴータ公エルンスト1世がゴータで死去すると、遺領は1680年2月24日に7人の息子の間で分割された。そのうち、ザクセン＝ヒルトブルクハウゼンは六男のエルンスト2世に与えられ、彼は初代ザクセン＝ヒルトブルクハウゼン公エルンストになった。しかし、新しく成立した公国は独立しておらず、その行政はエルンストの長兄でゴータに住むフリードリヒ1世の命令に従わなければならなかった。ザクセン＝ヒルトブルクハウゼンが名実ともに独立したのは1702年のことであった。
公国は成立した時点ではヒルトブルクハウゼン、ヘルトブルク、アイスフェルト、ファイルスドルフの各郡、そしてシャルカウ郡の半分を領土とし、その後の1683年にケーニヒスベルクを、1705年にゾンネフェルトを併合した。1699年にザクセン＝コーブルク公アルベルト5世が後継者のないまま死去すると、エルネスティン諸公の間で継承争いがおこったが、1714年にザクセン＝ヒルトブルクハウゼンがシャルカウ郡を割譲する代わりにザクセンの一部（ザクセン＝レムヒルトの一部、ワイナリーを含むベールンゲン郡、修道院のあるミルツ、メスペルブルン出身のエヒター家の遺産）を得ることで決着した。
1684年、エルンストがヒルトブルクハウゼンを居城としたことでヒルトブルクハウゼンは発展を遂げたが、豪華な建築や庭園などが公国の財政を圧迫し、1769年には神聖ローマ帝国の負債委員会による強制執行がなされるほどになった。委員会の議長にはザクセン＝マイニンゲンの財政を救った摂政シャルロッテ・アマーリエ・フォン・ヘッセン＝フィリップスタールが務めた。
1806年に神聖ローマ帝国が解体されると、ザクセン＝ヒルトブルクハウゼンは公国として完全独立した。その数か月後の12月15日、ザクセン＝ヒルトブルクハウゼン公国はエルネスティン諸公国とともにライン同盟に参加、1815年には同じくドイツ連邦に参加した。1818年、ザクセン＝ヒルトブルクハウゼン公フリードリヒは憲法を制定した。
1825年にザクセン＝ゴータ＝アルテンブルク公国の家系が断絶すると、エルネスティン諸公の間で継承争いが再燃した。1826年11月12日、ヴェッティン家家長であるザクセン王フリードリヒ・アウグスト1世の調停により、エルネスティン諸公国は領土を再編した。ザクセン＝ヒルトブルクハウゼンはケーニヒスベルクとゾンネフェルトをザクセン＝コーブルク＝ゴータに、残りの領土をザクセン＝マイニンゲンに割譲したが、その代わりにザクセン＝ヒルトブルクハウゼン公フリードリヒは新しく創設されたザクセン＝アルテンブルク公国の公位を得た。
1868年、ザクセン＝マイニンゲン公国に4郡が成立したが、その1つがヒルトブルクハウゼン郡であり、かつての公国の領土と似た大きさとなっている。ヒルトブルクハウゼン郡はその後ほとんど変更がなかったが、1993年にズール郡と合併した。

## ザクセン＝ヒルトブルクハウゼン公の一覧
- エルンスト（英語版）（1655年 - 1715年）
- エルンスト・フリードリヒ1世（英語版）（1681年 - 1724年）
- エルンスト・フリードリヒ2世（1707年 - 1745年） - 1728年まで母のゾフィー・アルベルティン・フォン・エルバッハ＝エルバッハ（英語版）が摂政を務めた
- エルンスト・フリードリヒ3世（1727年 - 1780年） - 1748年まで母のカロリーネ・フォン・エルバッハ＝フュルステナウ（英語版）が摂政を務めた
- フリードリヒ（1763年 - 1834年） - 1787年までヨーゼフ・フリードリヒ・フォン・ザクセン＝ヒルトブルクハウゼン（英語版）が摂政を務めた

## 特筆すべき住民
- ゾフィア・ヘンリエッテ・フォン・ヴァルデック（英語版） - 初代公エルンストの妻
- オイゲン・フォン・ザクセン＝ヒルトブルクハウゼン（英語版） - エルンスト・フリードリヒ2世の子
- ルートヴィヒ・フリードリヒ・フォン・ザクセン＝ヒルトブルクハウゼン（英語版） - バイエルン選帝侯マクシミリアン3世ヨーゼフの治世中、バイエルン軍の元帥を務めた
- ヨーゼフ・フリードリヒ・フォン・ザクセン＝ヒルトブルクハウゼン（英語版） - ロスバッハの戦いでオーストリア軍を率いた
- クリスティアーネ・ゾフィー・シャルロッテ・フォン・ブランデンブルク＝クルムバッハ（英語版） - 4代公エルンスト・フリードリヒ3世の1人目の妻
- エルネスティーネ・ゾフィー・フォン・ザクセン＝ヴァイマル＝アイゼナハ（英語版） - 4代公エルンスト・フリードリヒ3世の2人目の妻
- シャルロッテ・ツー・メクレンブルク - 5代公フリードリヒの妻
- シャルロッテ・フォン・ザクセン＝ヒルトブルクハウゼン - 5代公フリードリヒの娘、後にパウル・フォン・ヴュルテンベルクと結婚
- テレーゼ・フォン・ザクセン＝ヒルトブルクハウゼン - 5代公フリードリヒの娘、バイエルン王妃
- ルイーゼ・フォン・ザクセン＝ヒルトブルクハウゼン - 5代公フリードリヒの娘、ナッサウ公妃